# Velle-sur-Moselle
Velle-sur-Moselle is een gemeente in het Franse departement Meurthe-et-Moselle (regio Grand Est) en telt 265 inwoners (2005). De plaats maakt deel uit van het arrondissement Lunéville.

## Geografie
De oppervlakte van Velle-sur-Moselle bedraagt 4,4 km², de bevolkingsdichtheid is 60,2 inwoners per km².
De onderstaande kaart toont de ligging van Velle-sur-Moselle met de belangrijkste infrastructuur en aangrenzende gemeenten.

## Demografie
Onderstaande figuur toont het verloop van het inwonertal (bron: INSEE-tellingen).